# Ollo Mouro
Ollo Mouro es el nombre de una variedad cultivar de manzano (Malus domestica). Esta manzana estuvo cultivada en la colección de la Estación Experimental Aula Dei (Zaragoza). Esta manzana es una variedad de manzanas antiguas autóctonas de la provincia de La Coruña, actualmente ha descendido su interés comercial donde tenía su principal ámbito de cultivo en Galicia.

## Sinónimos
- "Manzana Ojo Negro",[6][8][9]
- "Maceira Ollo Mouro".

## Historia
La variedad de manzana 'Ollo Mouro' tiene su origen en la Provincia de La Coruña de la comunidad autónoma de Galicia.
Variedad que ha bajado su interés comercial en la provincia de La Coruña con respecto a periodos anteriores donde tuvo una gran difusión, que ha sido desplazado su cultivo por las nuevas variedades selectas foráneas que se distribuyen por los grandes circuitos de comercialización.

## Características
El manzano de la variedad 'Ollo Mouro' tiene un vigor medio; porte enhiesto, con vegetación muy tupida, hoja pequeña; tubo del cáliz alargado, llegando hasta el eje, y con los estambres situados por la mitad. Tiene un tiempo de floración muy precoz, floración corta, y época de recolección muy tardía.
La variedad de manzana 'Ollo Mouro' tiene un fruto de tamaño medio; forma globosa muy característica, más ancha en el plano superior y estrechándose en el inferior, con contorno suavemente irregular; piel regularmente tosca; con color de fondo amarillo verdoso, importancia del sobre color nulo, sin embargo presenta chapa ruginosa cobre grisáceo que recubre gran parte de la superficie dejando ver casi inapreciablemente el fondo amarillo verdoso, acusa un punteado abundante, pequeño o medio, de color blanquecino, y con una sensibilidad al "russeting" (pardeamiento áspero superficial que presentan algunas variedades) muy fuerte; pedúnculo corto, leñoso y de tono oscuro, anchura de la cavidad peduncular estrecha, profundidad cavidad pedúncular poco profunda, fondo totalmente limpio o con chapa ruginosa, borde globoso y suavemente ondulado, y con una importancia del "russeting" en cavidad peduncular fuerte; anchura de la cavidad calicina amplia, profundidad de la cavidad calicina profunda o suavemente profunda, fondo levemente fruncido y de borde ondulado, y con importancia del "russeting" en cavidad calicina fuerte; ojo pequeño, cerrado o entreabierto; sépalos moderadamente largos, erguidos, convergiendo o entremezclados con las puntos vueltas hacia fuera, de color verde grisáceo y tomentosos.
Carne de color verde crema; textura semi-dura, crujiente, jugosa; sabor levemente acidulada; corazón con ausencia de líneas que lo enmarquen; eje abierto; celdas alargadas, redondeadas y puntiagudas en la inserción, con alguna raya lanosa hacia sus polos; semillas alargadas, agudas y con puntos lanosos.
La manzana 'Ollo Mouro' tiene una época de maduración y recolección muy tardía, en invierno, su recolección se lleva a cabo a mediados de diciembre. Se usa como manzana de mesa fresca de mesa y en la cocina. Aguanta conservación en frío hasta cuatro meses.